# Phytomyza farfarae
Phytomyza farfarae är en tvåvingeart som beskrevs av Friedrich Georg Hendel 1935. Phytomyza farfarae ingår i släktet Phytomyza och familjen minerarflugor. Inga underarter finns listade i Catalogue of Life.